# 杉本史子
杉本 史子（すぎもと ふみこ、1958年 - ）は、日本史学者。東京大学史料編纂所教授。

## 人物
山口県生まれ。1981年山口大学文理学部国史学研究室卒、1986年神戸大学大学院文化学研究日本文化博士課程単位取得退学、東京大学史料編纂所助手となり、1997年助教授、2007年准教授を経て、2001年教授となる。2000年「領域支配の展開と近世」で東京大学より博士（文学）の学位を取得。定年退任後は東洋文庫研究員。2023年に中川久定記念由学館賞の第1回受賞者となった。

## 著書
- 『領域支配の展開と近世』山川出版社 1999
- 『近世政治空間論──裁き・公・「日本」』東京大学出版会 2018
- 『絵図の史学──「国土」・海洋認識と近世社会』名古屋大学出版会 2022

### 共編
- 『地図と絵図の政治文化史』黒田日出男, メアリ・エリザベス・ベリ共編 東京大学出版会 2001
- 『歴史をよむ』鵜飼政志, 蔵持重裕,宮瀧交二,若尾正希共編 東京大学出版会 2004
- 『絵図学入門』礒永和貴, 小野寺淳, ロナルド・トビ,中野等,平井松午共編 東京大学出版会 2011